# Бібб'єна
Бібб'єна (італ. Bibbiena) — муніципалітет в Італії, у регіоні Тоскана,  провінція Ареццо.
Бібб'єна розташований на відстані близько 210 км на північ від Рима, 50 км на схід від Флоренції, 26 км на північ від Ареццо.
Населення — 12 403 особи (2014).

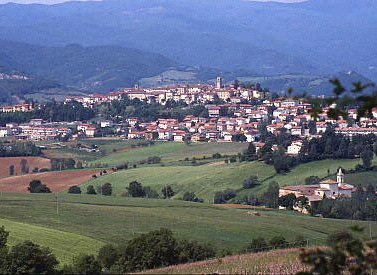

Щорічний фестиваль відбувається 13 серпня. Покровитель — Sant'Ippolito.

## Демографія
Населення за роками:

Станом на 1 січня 2023 року в муніципалітеті офіційно проживали 1604 іноземці з 56 країн, серед них 966 громадян країн Євросоюзу та 3 громадяни України.

## Сусідні муніципалітети
- Баньйо-ді-Романья
- Кастель-Фоконьяно
- К'юзі-делла-Верна
- Ортіньяно-Раджоло
- Поппі